# Jamaica Labour Party
Die Jamaica Labour Party (JLP) ist eine politische Partei in Jamaika. Sie wurde 1943 von Alexander Bustamante als politischer Arm der Bustamante Industrial Trade Union gegründet.
Trotz ihres Namens, der eine Arbeiterpartei vermuten lässt, ist die JLP eine wirtschaftsliberal-konservative Partei. Ihre wichtigste Konkurrentin ist die sozialistische People’s National Party (PNP).
Seit der Unabhängigkeit Jamaikas war sie von 1962 bis 1972 und von 1980 bis 1989 Regierungspartei.
Bei den Wahlen 2002 bekam die JLP 47,2 % der Wählerstimmen und war somit als einzige Oppositionspartei mit 26 von 60 Sitzen im jamaikanischen Parlament vertreten. Bei den Parlamentswahlen am 3. September 2007 errang die JLP mit 32 von 60 Sitzen vor der PNP die Mehrheit. Bruce Golding, seit 2005 Parteivorsitzender der JLP, wurde zum neuen Premierminister gewählt.
2011 wurde Andrew Holness zum Parteivorsitzenden gewählt. Bei der Parlamentswahl Ende 2011 verlor die Partei ihre Mehrheit und musste in die Opposition gehen. Bei der Parlamentswahl 2016 errang die JLP wieder die absolute Mehrheit, und Holness wurde Premierminister.
Beim Wahlkampf im Jahre 2001 verwendete die Partei den Song Chi Chi man (→Battyman-Tune) von T.O.K. als Themensong, welcher die Verbrennung und Ermordung von Schwulen zum Inhalt hat.